# Anonychomyrma tigris
Anonychomyrma tigris is een mierensoort uit de onderfamilie van de Dolichoderinae. De wetenschappelijke naam van de soort is voor het eerst geldig gepubliceerd in 1912 door Stitz.